# Brigitte Bourguignon

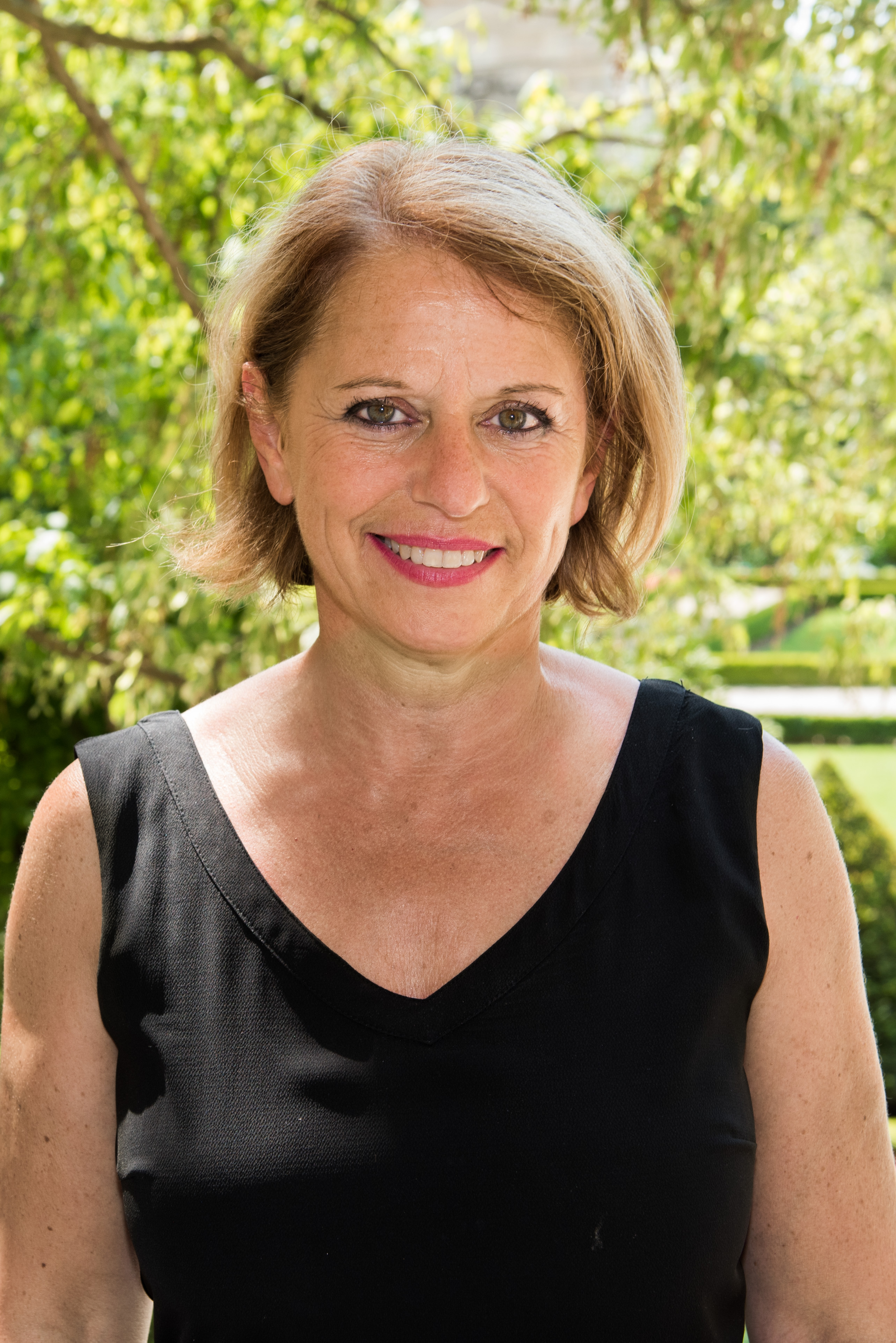
Brigitte Bourguignon (2017)

Brigitte Bourguignon (* 21. März 1959 in Boulogne-sur-Mer, Département Pas-de-Calais) ist eine französische Politikerin. Von Mai bis Juli 2022 war sie Gesundheitsministerin ihres Landes.

## Leben und Wirken
Brigitte Bourguignon kam am 21. März 1959 in Boulogne-sur-Mer in einer Arbeiterfamilie zur Welt. Ihr Vater war Kesselmacher. Sie begann ihre berufliche Karriere als Sprechstundenhilfe und war im städtischen Sozialamt beschäftigt. In der Folge wurde sie Kommunalbeamtin (Fonctionnaire territoriale).
Ihr Weg in die Politik begann auf kommunaler Ebene. 1989 trat sie in die Sozialistische Partei (PS) ein. 2001 wurde sie stellvertretende Bürgermeisterin von Boulogne-sur-Mer. 2008 wurde sie nationale Verantwortliche (Secrétaire national) ihrer Partei für Sport.
2012 zog Brigitte Bourguignon als Abgeordnete des 6. Wahlkreises des Départements Pas-de-Calais für die Sozialistische Partei in die französische Nationalversammlung ein. In ihrem Wahlkreis wurde sie damit Nachfolgerin von Jack Lang. Nachdem Emmanuel Macron in der Präsidentschaftswahl 2017 als Bestplatzierter aus dem ersten Wahlgang hervorgegangen war, verließ sie die Partei und schloss sich Macron an. Bei der anschließenden Wahl zur Nationalversammlung im Juni 2017 wurde sie erneut Abgeordnete, diesmal für Macrons Partei La République en Marche. In der Kammer wurde sie noch in demselben Monat Vorsitzende des Ausschusses für Soziales und behielt diese Funktion bis 2020. Von Juni bis Juli 2020 war sie Vorsitzende einer parlamentarischen Untersuchungskommission zur COVID-19-Pandemie in Frankreich. In dieser Funktion erwarb sie sich auch bei der Opposition Anerkennung.
Vom 7. Juli 2020 bis 16. Mai 2022 war sie beigeordnete Ministerin für Autonomiefragen im Kabinett Castex. Im Juli 2021 wurde sie in den Départementrat des Pas-de-Calais gewählt.
Am 20. Mai 2022 wurde Brigitte Bourguignon im neuen Kabinett Borne französische Gesundheitsministerin. Sie wurde damit Nachfolgerin von Olivier Véran.
Brigitte Bourguignon gilt als stark sozial engagiert. In ihrer Heimatregion gründete sie mehrere Initiativen zur sozialen Eingliederung von Menschen in prekärer Situation. Auf politischer Ebene gehört sie neben der Partei La République en Marche Emmanuel Macrons auch der links orientierten Bewegung Territoires de Progrès des Politikers Olivier Dussopt an.
Bei den Wahlen zur Nationalversammlung 2022 verlor Bourguignon ihren Wahlkreis und schied damit aus dem Parlament aus. Sie gehörte damit zu einer Reihe von Spitzenpolitikern der LREM, denen der Wiedereinzug ins Parlament nicht gelang. Ihre Niederlage in dem von ihr 10 Jahre lang gehaltenen Wahlkreis gegen die Kandidatin der rechtsextremen Partei Rassemblement National, Christine Engrand, war mit 56 Stimmen Unterschied äußerst knapp. Wie von Beobachtern angesichts der erfolglosen Parlamentskandidatur erwartet, schied Brigitte Bourguignon bei der Kabinettsumbildung Anfang Juli 2022 auch aus der Regierung aus. Am 4. Juli 2022 wurde bekanntgegeben, dass ihr Nachfolger im Kabinett Borne der Notfallmediziner François Braun werde.
Am 31. August 2022 wurde sie an die Spitze der Inspection générale des affaires sociales (IGAS) berufen, einer interministeriellen Stelle mit Kontroll-, Prüf- und Berichtsaufgaben im sozialen Bereich, darunter insbesondere im Jugendschutz, der Psychiatrie und dem Krankenhauswesen.
Brigitte Bourguignon hat drei Kinder. Sie ist seit 1995 verwitwet.